# LEGO Football Mania
LEGO Football Mania, chiamato anche LEGO Soccer Mania, è un videogioco di calcio pubblicato il 18 giugno 2002 per PC, PlayStation 2 e Game Boy Advance. Nonostante le critiche mediocri, ha avuto delle animazioni brillanti usate per giochi LEGO conseguenti.

## Trama
La trama si incentra su una squadra di calcio creata dal proprio giocatore (ogni squadra è composta da 6 giocatori). La prima parte del gioco consiste nel sconfiggere 6 squadre per vincere il trofeo, che però il Brickster ruberà portandosela via, ma lasciando una chiave inglese magica. Il capo della polizia sostiene che gli operai edili potrebbero rivelare dove è nascosto il Brickster. Dopo la vittoria, la squadra riceverà una piuma magica, che li porterà alla sfida contro gli indiani pellerossa. Il giocatore vincerà ancora, e il capo indicherà che per continuare l'inseguimento, bisogna attraversare un portale, che porterà a Knight's Kingdom, dove però il Brickster riuscirà di nuovo a scappare, e Cedric spiega che il portale conduce verso l'Arctic, e che lui lascerà passare solo il vincitore. Inizia così un inseguimento finale contro il Brickster che però fuggirà dalla sua base vulcanica per mezzo di un razzo. Per raggiungerlo, servirà costruirne un altro sconfiggendo altri 6 avversari. Dopo aver costruito il razzo, i giocatori rimangono senza più carburante, ma per ottenerlo, dovranno per forza sconfiggere gli astronauti del luogo. Una volta giunti su Marte, luogo dove si è evidentemente nascosto il Brickster, i giocatori dovranno per forza sconfiggere i Marziani a calcio. Dopo aver vinto, il giocatore dovrà fare i conti con il Brickster, che però rilascerà i suoi Bricksterbots con la sola idea di bloccare il giocatore il più possibile. Ciò nonostante, il giocatore riuscirà ad arrivare fino al Brickster, che però ha portato con sé alcune "vecchie facce" (vale a dire i capitani delle squadre più forti che sono state sconfitte dal giocatore nel progredire della Storia). Ma il giocatore riuscirà comunque a vincere, e nonostante il Brickster riesca ancora a scappare, il trofeo, dato dai Marziani al giocatore, ritorna nella propria sede.

## Modalità di gioco
Le modalità di gioco sono in tutto 4:
- Avventura: il giocatore potrà giocare da solo o in cooperativa in due per affrontare 4 fasi di gioco, ognuna divisa in vari livelli. Per ogni livello completato, il giocatore sbloccherà la squadra e lo stadio relativi.
- Esibizione: permette di affrontare il computer o un amico con tutte le squadre sbloccate. Le squadre iniziali quando si carica per la prima volta un file salvato sono 3; sono effettivamente presenti 6 file di squadre, ognuna di diverso colore a seconda della tipologia (tre di contorno verde per quelle iniziali, sei di contorno bronzo per la prima parte dell'Avventura, sette di contorno argento per la seconda, sei di contorno oro per la terza, quattro di contorno blu per la quarta, e quattro di contorno rosso per quelle personalizzate).
- Esercitazioni: sono presenti 6 sfide, ognuna delle quali comporta uno sbloccamento di un giocatore bonus come premio nel caso vengano completate con successo.
- Coppa LEGO: consente di giocare una delle 32 squadre nazionali per vincere la famosa coppa LEGO, in questo caso simile alla coppa del mondo. Come nei mondiali reali, il gioco prosegue in 8 gruppi da 4 squadre ciascuna, e le prime 2 di ogni girone avanzano al successivo turno eliminatorio, partendo dagli ottavi di finale. Lo stadio cambierà di fase in fase.

Il gameplay durante la partita è composto da 12 giocatori (chiaramente un 6 contro 6) che si disputano in un campo scelto a piacere. Non vi sono calci di punizione né fuorigioco, il campo è sempre delimitato da mura di plasma che circondano il campo, e di tanto in tanto (eccetto nella Coppa LEGO) possono occasionalmente dei power-up che aggiungono del brio alla partita (per esempio rubare la palla all'avversario, velocizzare i giocatori, invertire i controlli, rubare i power-up avversari, eccetera). Nel caso una partita di Esibizione, Avventura o Coppa LEGO finisca in parità, si disputano i tempi supplementari, con la regola del golden goal; nel caso anche i tempi supplementari finiscano in parità, si passano ai calci di rigore. Nel caso dopo i primi 10 calci di rigore entrambe le squadre totalizzino un numero uguale di reti, si continua con i calci di rigore finché una squadra segna con successo un goal rispetto all'avversaria.

## Esercitazioni
Le esercitazioni sono in tutto 6:
1. Sfonda il cancello: il giocatore dovrà passare attraverso tutti i cancelli in ognuno dei 7 livelli dell'esercitazione. Dopo aver completato uno, si aggiungerà un cancello, e dato che i cancelli nel primo livello sono 3, nel 7º ed ultimo livello ne sono 10. Per attraversarlo, bisogna sapere qual è quello giusto, contrassegnato dalla luce rosa lampeggiante.
2. Sfonda il cancello: il giocatore deve tirare la palla per far cadere i pezzi del forte, usando il tiro. Bisogna resistere per 3 minuti.
3. Ruota gli scudi: il giocatore deve calciare la palla attraverso una linea di scudi, in modo da renderli uguali a quelli della stessa sequenza mostrata sopra. Gli scudi nel primo livello sono 3, quindi nel 4º e ultimo livello sono 6.
4. Mummie impazzite: il giocatore, che deve mettere alla prova il contrasto, deve bloccare la palla alle mummie prima che queste raggiungano 5 volte gli altri giocatori, e per superare la sfida bisogna resistere per 3 minuti.
5. Centra il robot: il giocatore deve proteggere 10 tesori per 3 minuti dall'attacco dell'avversario, il quale lancerà delle palle attraverso dei cannoni.
6. Abilità polari: la squadra deve seguire le istruzioni dell'arbitro Freddy Fit entro 7 minuti.

## Squadre
| Iniziali                                                | La sfida | L'inseguimento | La corsa allo spazio                                                                                           | Sfida spaziale                                           | Nazionali |
| ------------------------------------------------------- | --- | --- | --- | -------------------------------------------------------- | --- |
| - Lego All Stars - Tutori della legge - Tavola quadrata | - Calciatori City - Cowboy del Far West - Leoni di Leo - Piloti avventurieri - Shipshape Shipmates - Medici Arctic | - Operai edili - Tribù del capo - Cavalieri di Cedric - Meccanici Arctic - Malvagi avventurieri - Scheletri pirati - Tecnici spaziali | - Pompieri - Banditi - Scheletri soldati - Esploratori avventurieri - Pirati del Tricorno - Esploratori Arctic | - Astronauti - Marziani - Bricksterbots - Intergalattica | - Argentina - Australia - Austria - Belgio - Brasile - Bulgaria - Camerun - Cile - Colombia - Croazia - Danimarca - Francia - Germania - Inghilterra - Irlanda - Italia - Giappone - Corea del Sud - Messico - Marocco - Norvegia - Olanda - Polonia - Portogallo - Romania - Russia - Scozia - Spagna - Stati Uniti - Sudafrica - Svezia - Svizzera |

## Accoglienza
| Testata                            | Versione | Giudizio |
| ---------------------------------- | -------- | -------- |
| GameRankings (media al 30-01-2020) | PC       | 51%      |
| GameRankings (media al 30-01-2020) | PS2      | 58%      |
| GameRankings (media al 30-01-2020) | GBA      | 49%      |
| SpazioGames.it                     | PC       | 5/10     |
| SpazioGames.it                     | GBA      | 4.5/10   |

Il gioco ha ricevuto un'accoglienza inferiore alla media e negativa, soprattutto a causa della mancanza di profondità che risente. GameRankings ha votato 58% la versione PlayStation 2, 51% quella PC, e 49% quella Game Boy Advance.